# Mscape
Mscape va ser una plataforma de videojocs mòbil desenvolupat per Hewlett Packard que es podia utilitzar per crear jocs basats en la ubicació. El desenvolupament de Mscape es va interrompre (i el seu lloc web mscapers.com apagat) el 31 de març de 2010.
mscape, o MediaScapes està basat en la investigació d'augmentar la realitat, el qual treballa amb la combinació del món real i dades generades per ordinador. L'objectiu tractava que els jugadors juguessin en plataformes basades en el món real, similar al GPS i càmeres de vídeo.

## Història
Mscape va tenir els seus orígens el 2002 com a Mobile Bristol, un projecte que va explorar com els dispositius mòbils i la tecnologia de la informació generalitzada podrien millorar les interaccions de les persones amb els seus entorns físics i entre si en espais públics i urbans.
Amb finançament del govern britànic, investigadors de HP Labs Bristol, la Universitat de Bristol i Appliance Studio van col·laborar en diversos assajos, treballant amb artistes, escriptors, educadors i altres per crear una sèrie d'experiències mòbils interactives i conscients del context. En una prova, els visitants del port de Bristol podien navegar pràcticament per la història del que abans era un dels ports més concorreguts de Gran Bretanya. En un altre lloc, els estudiants de secundària podrien experimentar la vida com un lleó passejant per una sabana virtual.
El 2007, HP va fer que el programari de la suite de creació personalitzada i el reproductor mòbil estigués disponible per descarregar sense cost des del lloc web de la comunitat de Mscapers.